# Aurent
Aurent est une localité de Castellet-lès-Sausses et une ancienne commune française, située dans le département des Alpes-de-Haute-Provence en région Provence-Alpes-Côte d'Azur.
Rattachée d'abord à Braux, lors de sa suppression en 1932, la localité est finalement regroupée à la commune de Castellet-lès-Sausses en 1961, cette commune de la vallée du Coulomp est désormais limitrophe des communes de Colmars et de Thorame-Haute, toutes deux situées dans le Haut Verdon.
Depuis 2007, une équipe internationale de spéléologues découvre la partie souterraine du Coulomp qui serait l'une des plus belles de France selon le quotidien La Provence.

## Géographie
La commune avait une superficie de 30,66 km2

## Histoire
À Aurent, une motte castrale est élevée au XIe siècle.

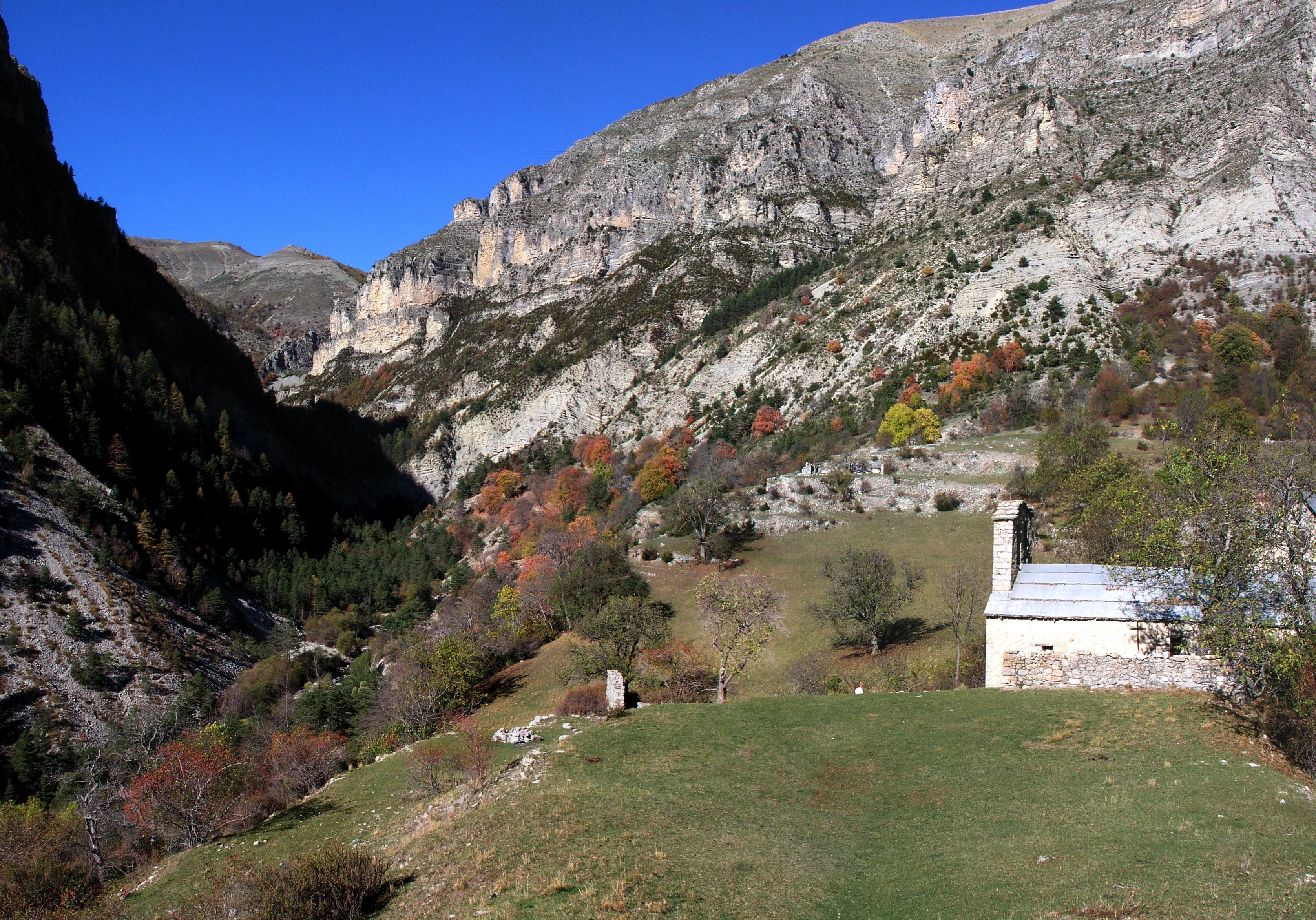
La vallée du Coulomp vue depuis la motte castrale.
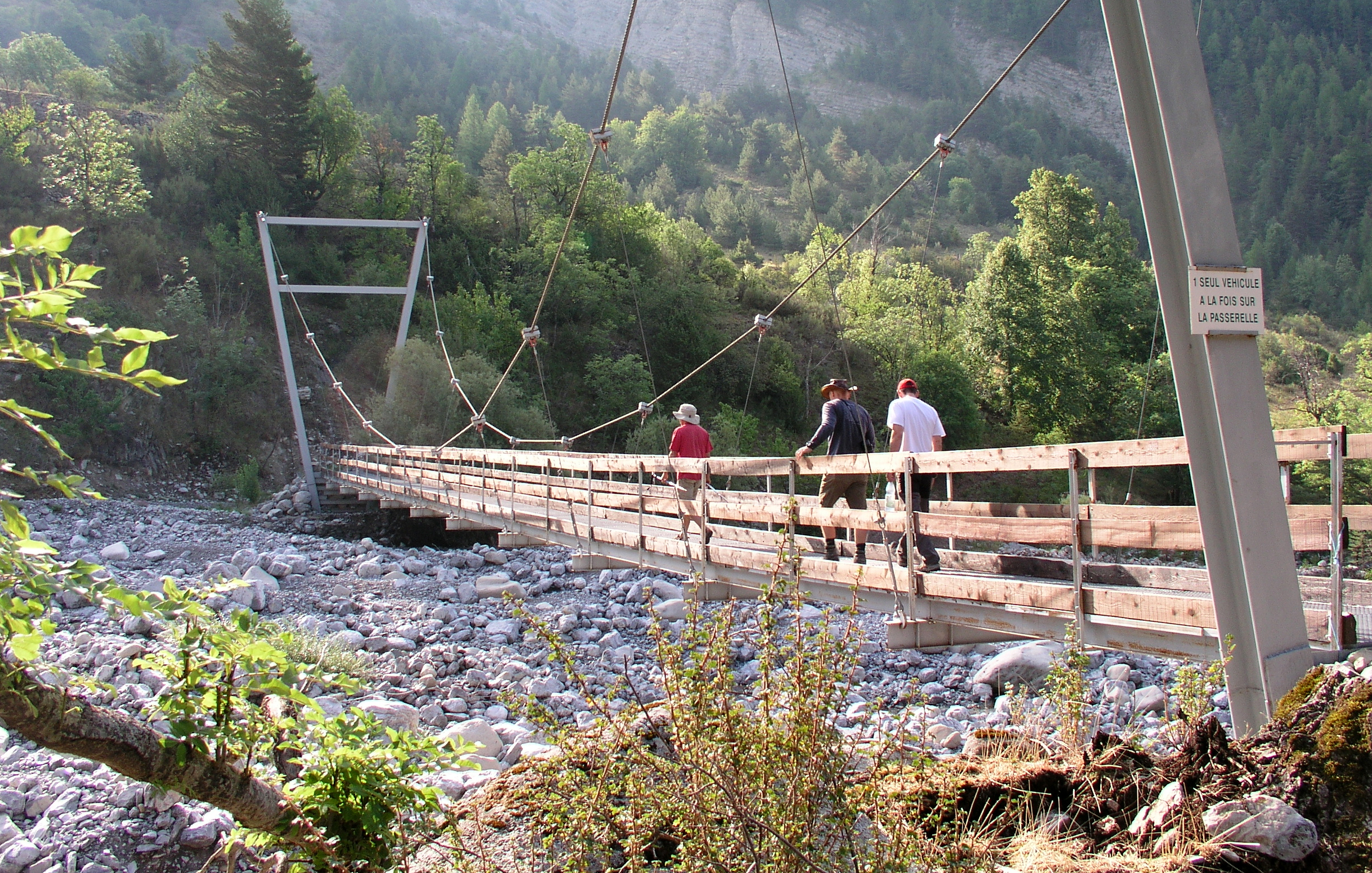
La passerelle d'accès au village d'Aurent.

Une compagnie de douaniers à cheval, un hôtel, un bar, étaient installés au début du XIXe siècle à Aurent, qui se trouvait proche de la frontière avec le royaume de Piémont. La dernière habitante du village meurt seule en 1936 (bien que la commune ne soit pas inhabitée).
Non loin du village d'Aurent, se trouve le hameau d'Argenton sur la commune de Le Fugeret, où on trouve des vestiges d'un temple antique et une voie romaine qui relie les deux localités.
La commune est rattachée en 1932 à Braux, lors de sa suppression, mais la localité est finalement regroupée à la commune de Castellet-lès-Sausses après la suppression de son statut de commune.

## Administration
| Période                                  | Période | Identité | Étiquette | Qualité |
| ---------------------------------------- | ------- | -------- | --------- | ------- |
| Les données manquantes sont à compléter. |         |          |           |         |
|                                          |         |          |           |         |

## Démographie
L’histoire démographique d’Aurent est marquée par une période d’« étale » où la population reste relativement stable à un niveau élevé, grossièrement pendant la première moitié du XIXe siècle. L’exode rural provoque ensuite un mouvement de recul démographique de longue durée. Dès 1896, la commune enregistre la perte de la moitié de sa population par rapport au maximum historique de 1821. Le mouvement de baisse continue ensuite, et pousse à la fusion avec la commune de Braux, puis de Castellet-lès-Sausses.
| 1793 | 1800 | 1806 | 1821 | 1831 | 1836 | 1841 | 1846 | 1851 |
| ---- | ---- | ---- | ---- | ---- | ---- | ---- | ---- | ---- |
| 95   | 94   | 108  | 117  | 96   | 98   | 82   | 83   | 73   |

| 1856 | 1861 | 1866 | 1872 | 1876 | 1881 | 1886 | 1891 | 1896 |
| ---- | ---- | ---- | ---- | ---- | ---- | ---- | ---- | ---- |
| 73   | 74   | 70   | 81   | 72   | 73   | 74   | 73   | 57   |

| 1901 | 1906 | 1911 | 1921 | 1926 | 1931 | - | - | - |
| ---- | ---- | ---- | ---- | ---- | ---- | - | - | - |
| 55   | 45   | 46   | 35   | 38   | 36   | - | - | - |

Histogramme

(élaboration graphique par Wikipédia)